# Mohamed Salem
Mohamed Salem est un footballeur international algérien, né le 24 mai 1940 à Oran (Algérie), et mort le 4 mai 2008 à Belfort à l'âge de 67 ans,. Il évolua  d'abord comme attaquant à Sedan, puis après un passage à Bruxelles, il revint jouer à Sedan, comme défenseur (libéro).
Il compte quatre sélections en équipe nationale entre 1963 et 1968.

## Carrière de joueur
- équipe scolaire d’Avicenne (ESC)
- 0000-1956: MC Oran
- 1956-1959: Saint-Rémy de Provence
- 1959-1964: UA Sedan-Torcy
- 1964-1967: Daring de Bruxelles (2)
- 1967-1972: RC Paris-Sedan

## Palmarès

### Trophées collectifs
- Vainqueur de la Coupe de France 1961 (avec l'UA Sedan-Torcy)
- Finaliste de la Coupe Charles Drago en 1963 (avec l'UA Sedan-Torcy)
- Champion de France de Division 2 en 1972 (avec le CS Sedan-Ardennes)

### Distinctions personnelles
- Étoile d'Or France Football du meilleur joueur du championnat de France en  1970 (RC Paris Sedan)

### Records personnels
- Equipe de France Militaire
- International algérien de 1963 à 1968 (4 sélections, premier match le 5 juillet 1963, Algérie-Égypte)
- Deuxième meilleur buteur de l'histoire des Sangliers avec 107 buts (dont 81 en D1) en 304 matchs.